# الخطوط الجوية البريطانية الرحلة 5390
الخطوط الجوية البريطانية الرحلة 5390 هي رحلة طيران بريطانية من برمينغهام إلي مالقة في 10 يونيو 1990 وكانت تحمل علي متنها 81 راكبا و6 من أفراد الطاقم وكانت من طراز باك 1-11 528FL المصنوعة بريطانية وكانت الطائرة تابعة للخطوط الجوية البريطانية وبسبب انفصال نافذة الطيار هبطت الطائرة هبوط اضطراري في مطار ساوثهامبتون في ساوثهامبتون بالمملكة المتحدة.

## الجوائز
حصل الضابط الأول أليستير أيتشيسون وأعضاء طاقم الطائرة سوزان جيبينز ونايجل أوجدن على وسام الملكة لخدماتهم القيمة في الجو، وقد حذف اسم أوجدن عن طريق الخطأ من الملحق المنشور. كما حصل أيتشيسون على جائزة بولاريس عام 1992 لأدائه المتميز في الجو.